# 卢当维耶勒 (旧市镇)
卢当维耶勒（法語：Loudenvielle，法語發音：[ludɑ̃vjɛl]）是法国上比利牛斯省的一个旧市镇，属于巴涅尔德比戈尔区。2016年1月1日，卢当维耶勒与市镇阿尔芒特勒合并为新的卢当维耶勒。

## 地理
卢当维耶勒（42°47'46"N, 0°24'40"E）面积42.65 平方千米，位于法国奧克西塔尼大區上比利牛斯省，该省份为法国西南部内陆省份，北至热尔省，西接大西洋比利牛斯省，南与西班牙接壤，东临上加龙省。
与卢当维耶勒接壤的市镇（或旧市镇、城区）包括：奥村、热诺斯、热尔姆、卢代尔维耶勒、阿尔芒特勒。
卢当维耶勒的时区为UTC+01:00、UTC+02:00（夏令时）。

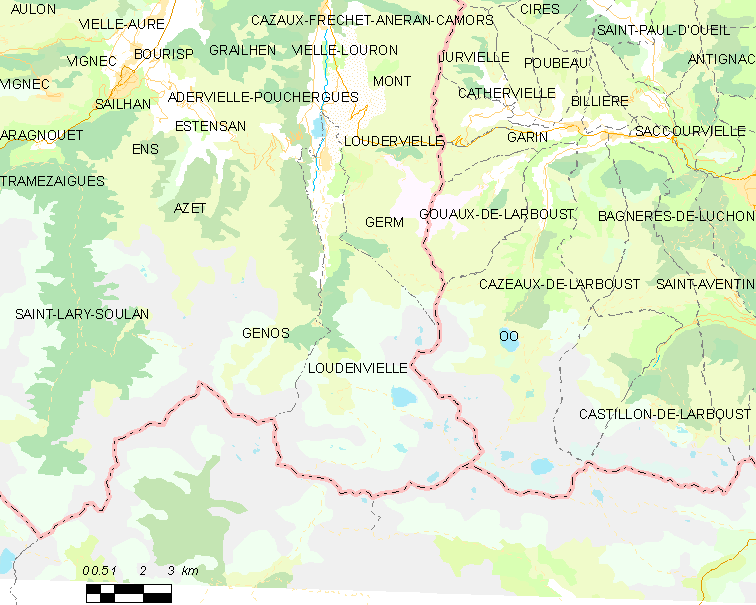
卢当维耶勒的OSM定位图

## 行政
卢当维耶勒的邮政编码为65510、65240，INSEE市镇编码为65282。

## 政治
卢当维耶勒所属的省级选区为内斯特-欧尔-卢龙县。

## 人口

1962-2008年间卢当维耶勒人口变化图示

卢当维耶勒于2018年1月1日时的人口数量为237人。